# Faïence de La Rochelle
Les faïences de La Rochelle sont des céramiques produites dans la région de La Rochelle. Elles connurent un large succès au XVIIIe siècle. Leur fabrication cessa avec la Révolution française.

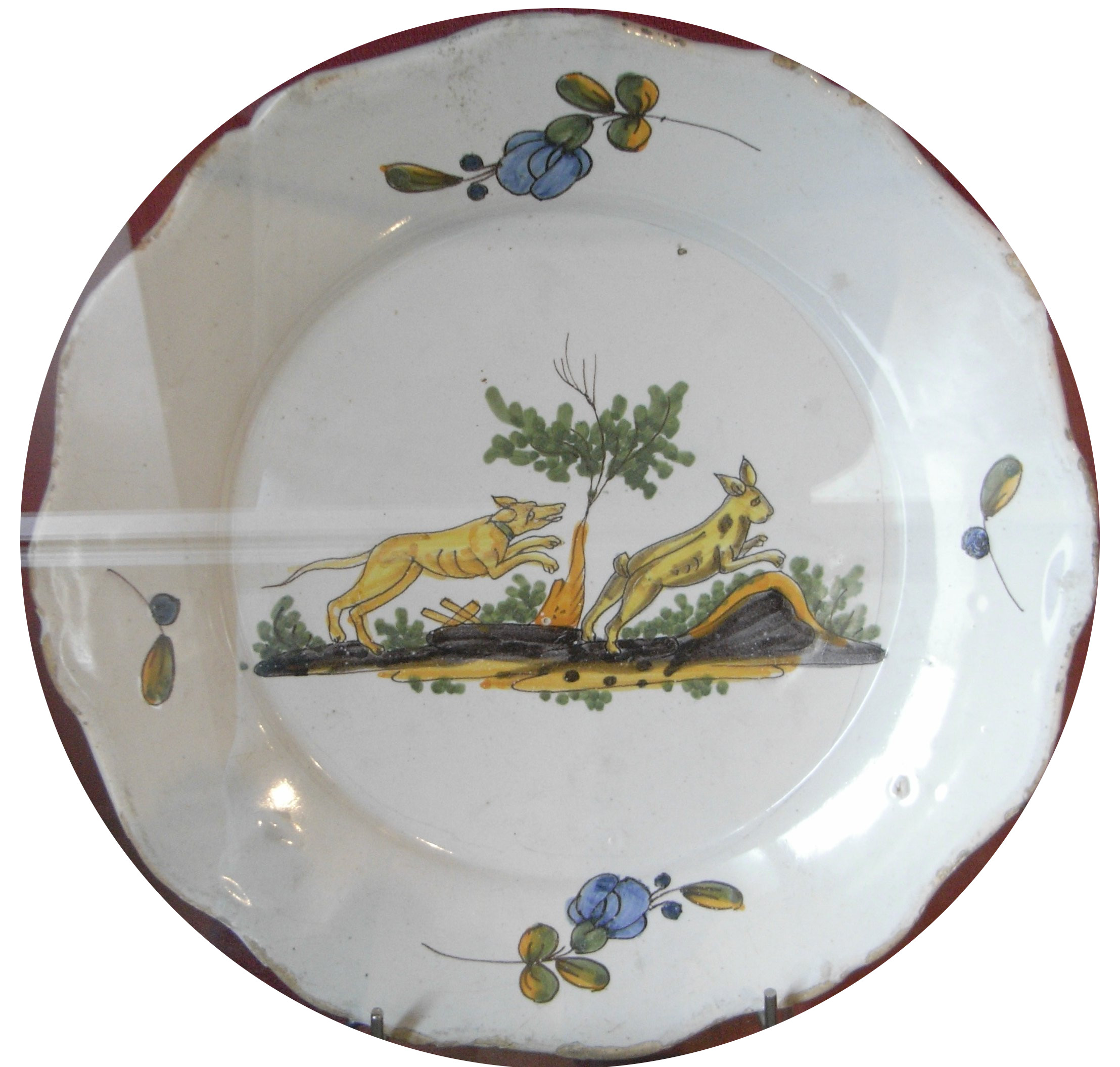
Faïence rochelaise du XVIIIe siècle

## Style
De factures très diverses, mais aux motifs simples, gais et colorés, les faïences de La Rochelle attirent les collectionneurs et amateurs dès le milieu du XVIIIe siècle. Leurs décors anecdotiques, naturalistes ou historiques donnent le ton de la vie paisible mais foisonnante du très important port de la façade atlantique à cette époque.

Exportées autant que destinées à la vente locale, elles ornent les tables et vaisseliers de toutes les couches de la société. Outre les assiettes et plats, de nombreux bidets, pièces de formes ou utilitaires deviennent au fil du temps uniquement décoratives (platerie, jatte, plat à barbe, vinaigrier, bourdaloue, fontaine à eau).

## Histoire
En l'an 1721, un ancien associé de Jacques Hustin de Bordeaux ouvre la première fabrique. Mais après un début prometteur, la santé défaillante de Joseph Catarnet et le manque de fonds ont raison de cette tentative.

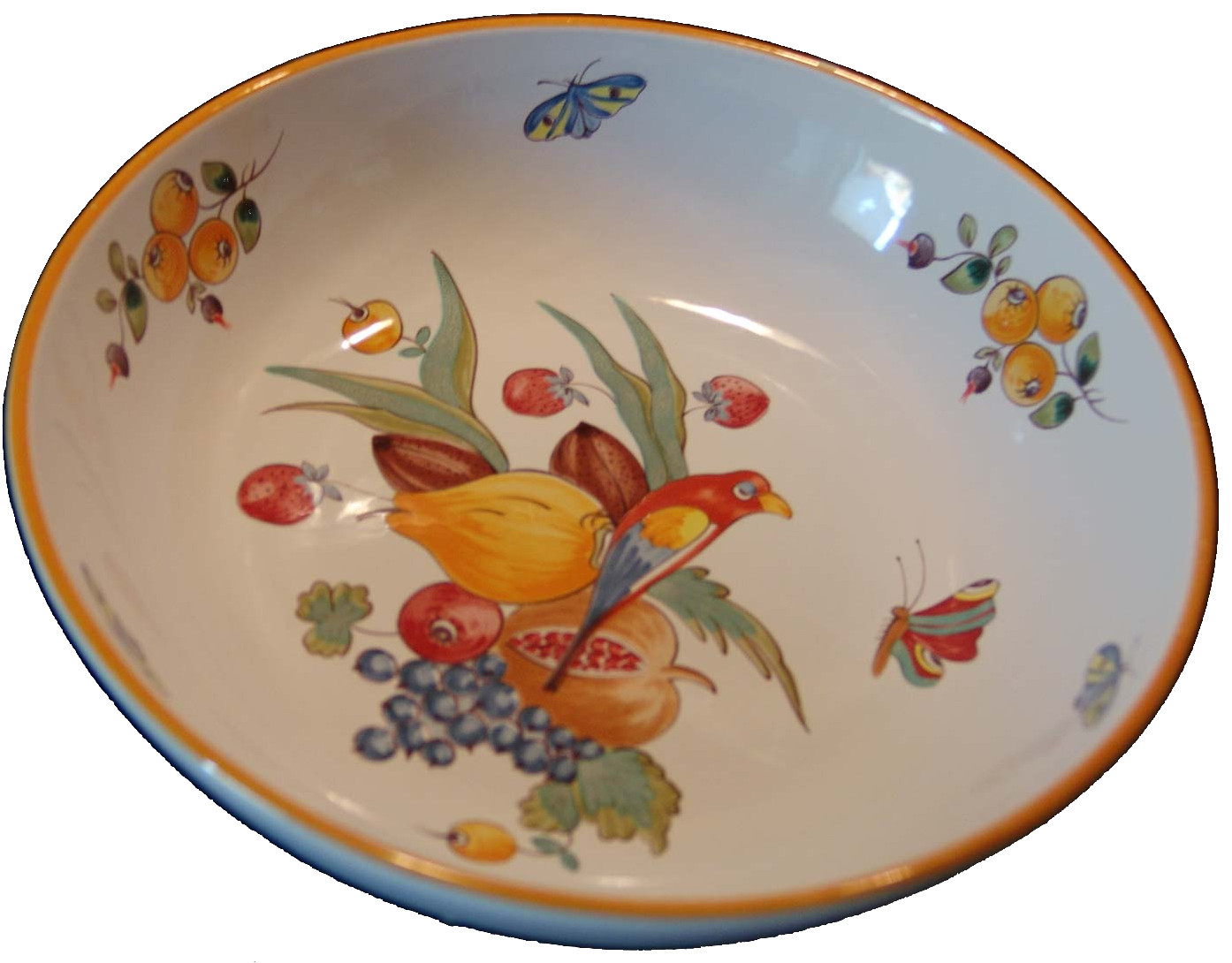
Assiette creuse de La Chapelle-des-Pots, inspiration XVIIIe siècle

C'est en 1746, à Marans, proche de La Rochelle que Pierre Rousseincq, associé à un important contrôleur des fermes du roi élabore des  pièces fragiles, aidé d'ouvriers venant de tout le pays, peu qualifiés. Il importe de rentabiliser les investissements des hommes d'affaires, plus que de faire de la belle ouvrage, l'échec vient tôt, peu de faïences signées nous parvient.
Un troisième atelier ouvre en 1756, à La Rochelle même, grâce à des hommes compétents issus de faïenceries célèbres. La production, importante dure jusqu'au XIXe siècle (exportation massive vers le Canada, l'Amérique) ; les techniques évoluent, la modernisation reste constante (petit feu), poussés par la concurrence, les décors s'affinent.
La manufacture de La Rochelle est dirigée en 1782 par Pierre Piaud, qui s'associe avec son gendre jusqu'en 1789, date à laquelle la fabrication est interrompue. Le Sieur Orillat continuera la fabrication jusqu'en 1791.
Depuis 1959, une entreprise de La Chapelle-des-Pots a repris une fabrication alliant les formes saintongeaises et les décors XVIIIe siècle de la faïencerie de La Rochelle.